# Auguste du Moulin de La Fontenelle
Auguste du Moulin de la Fontenelle, né à Argentan le 19 juillet 1786 et mort à L'Aigle le 30 décembre 1863, est un officier d'infanterie français et propriétaire foncier en Normandie.

## Origines familiales
Auguste du Moulin de la Fontenelle est né à Argentan, paroisse Saint Germain, le 19 juillet 1786. Il est le fils aîné de Gratien Dumoulin de La Fontenelle (1741-1808) et de son épouse, Jeanne de la Roque de Monteille (1760-1833). Son père est un gentilhomme normand qui commence sa carrière militaire très jeune en tant que gendarme de la garde en 1755. Il devient par la suite capitaine au régiment de Montmorin en 1779, avant d'obtenir la croix de Saint-Louis en 1781. Colonel du 71e régiment d'infanterie en 1793, il prend sa retraite en 1796.
Il a deux sœurs : Augustine (1785-1813) et Alexandrine (1789-1847). Sa famille est inquiétée pendant la Terreur et son père est emprisonné comme aristocrate entre 1793 et 1794. Il échappe cependant à la guillotine et s'emploie par la suite à administrer ses biens. Il reste cependant commandant la garde nationale d'Argentan jusqu'à sa mort en 1808.
Il meurt le 30 décembre 1863 à L'Aigle

## Carrière militaire
Auguste du Moulin de la Fontenelle est admis à Saint-Cyr le 20 novembre 1804. Il entame sa carrière militaire le 19 avril 1806 comme sous-lieutenant au 8e régiment d'infanterie légère. Il fait son baptême du feu lors de la campagne de Dalmatie. Il devient lieutenant le 9 juin 1809. L'empereur le fait légionnaire sur le champ de bataille à Wagram et le 20 juillet le général Bertrand se l'attache comme aide de camp. Il obtient le grade de capitaine adjudant major le 3 août 1809 et participe à la campagne d'Allemagne. Pour une raison inconnue, il donne sa démission le 3 avril 1811.

## Mariage et descendance
Il épouse Jacqueline Hecquet de Villers (1799-1874). Ils ont cinq enfants :
- Anaïs (1820-1887), qui épouse en 1844 Eugène Dubern (1802-1870) ;
- Aglaé, qui épouse en 1844 Théophile Dubern (1816-1872) ;
- Eugénie († 1908), qui épouse en 1846 Alfred Balisson ;
- Thomas (1827-1867), qui épouse en 1858 Suzanne de Robillard (1838-1932) ;
- Antonie (1828-1913), qui épouse en 1876 Louis Villermé (1819-1909).